# Мафунзо
«Мафунзо́» — занзибарский футбольный клуб, основан в 70-х годах XX века.
В 2010 году дебютировал в Лиге чемпионов КАФ, однако в первом же раунде проиграл клубу «Gunners» из Зимбабве и прекратил выступления в турнире.
Тренирует команду Шаабан Рамадхани. В 2007 году команда одержала победу во втором дивизионе страны, а через два года выиграла Премьер-лигу Занзибара. В команде играют только местные футболисты возрастом от 18 до 28 лет.

## Достижения
- Премьер-лига Занзибара: 1

2009

## Международные соревнования
- Лига чемпионов КАФ: 1

2010 — Preliminary Round